# Iosif Gerstenengst
Iosif Gerstenengst (n. 3 iulie 1920, Ciacova, Timiș — d. 9 ianuarie 1992, București) a fost un organist și preot romano-catolic șvab bănățean. Din 1958 până la sfârșitul vieții a activat la Catedrala Sfântul Iosif din București.

## Viața
A fost elev al Liceului Banatia din Timișoara. Profesoara de pian Elisabeth Andree i-a remarcat talentul artistic deosebit, facilitându-i debutul muzical. În 1939 a intrat în Seminarul Teologic din Timișoara, iar în 25 februarie 1945 episcopul Augustin Pacha l-a hirotonit preot.
În perioada 1955–1957 s-a numărat între discipolii organistului Franz Xaver Dressler, la Catedrala Evanghelică din Sibiu.